# Amt Neubukow-Salzhaff
Im 1993 gebildeten Amt Neubukow-Salzhaff haben sich sechs Gemeinden zur Erledigung ihrer Verwaltungsgeschäfte zusammengeschlossen. Das Amt lag bis 2011 im Landkreis Bad Doberan, seitdem im Westen des Landkreises Rostock in Mecklenburg-Vorpommern (Deutschland). Der Amtssitz befindet sich in der nicht amtsangehörigen Stadt Neubukow. Das Amtsgebiet hat im Westen und Nordwesten eine etwa 18 Kilometer lange Ostsee-Küstenlinie, etwa 25 Kilometer Boddenküste (das Salzhaff mit der Nebenbucht Kroy) sowie im Osten einen Anteil am Höhenzug Kühlung. Hervorzuheben ist der Tourismus in Küstennähe (Rerik). Eine Sehenswürdigkeit ist wegen seiner Feuerhöhe der Leuchtturm Buk.

## Beschreibung
Als Vorläufer wurde das Amt Neubukow-Land 1991 als Verwaltungsgemeinschaft gebildet, ein Jahr später erfolgte die Umbenennung zum Amt. Damals gehörten die Gemeinden Alt Bukow, Jörnstorf, Kamin, Kirch Mulsow, Krempin, Pepelow, Rakow, Ravensberg und Westenbrügge zum Amt, 1993 kamen die Gemeinden Roggow, Biendorf und Bastorf sowie die Stadt Rerik aus der Verwaltungsgemeinschaft Salzhaff dazu und das Amt wurde in „Neubukow-Salzhaff“ umbenannt.
Am 1. Juli 1998 kam die Gemeinde Jörnstorf zu Biendorf die Gemeinde Roggow wurde am 1. Januar 2002 in die Stadt Rerik integriert. Am 15. März 2004 schlossen sich die Gemeinden Kamin, Karin (aus dem ehemaligen Amt Kröpelin), Krempin und Ravensberg zur neuen Gemeinde Carinerland zusammen. Am 13. Juni 2004 folgte der Zusammenschluss der Gemeinden Pepelow und Rakow zur neuen Gemeinde Am Salzhaff und die Eingemeindung von Westenbrügge zur Gemeinde Biendorf. Zum 26. Mai 2019 ging die Gemeinde Kirch Mulsow in Carinerland auf.

## Die Gemeinden mit ihren Ortsteilen
- Alt Bukow mit Ortsteilen Bantow, Questin und Teschow
- Am Salzhaff mit Ortsteilen Klein Strömkendorf, Pepelow, Rakow und Teßmannsdorf
- Bastorf mit Ortsteilen Hohen Niendorf, Kägsdorf, Mechelsdorf, Wendelstorf, Westhof und Zweedorf
- Biendorf mit Ortsteilen Büttelkow, Gersdorf, Hof Jörnstorf, Jörnstorf-Dorf, Körchow, Lehnenhof, Parchow, Sandhagen, Uhlenbrook, Westenbrügge und Wischuer
- Carinerland mit Ortsteilen Alt Karin, Bolland, Clausdorf, Danneborth, Garvensdorf, Kamin, Kirch Mulsow, Klein Mulsow, Krempin, Moitin, Neu Karin, Ravensberg, Steinhagen und Zarfzow
- Stadt Rerik mit Ortsteilen Blengow, Gaarzer Hof, Garvsmühlen, Meschendorf, Roggow und Russow

## Belege
1. ↑  Statistisches Amt M-V – Bevölkerungsstand der Kreise, Ämter und Gemeinden 2023 (XLS-Datei) (Amtliche Einwohnerzahlen in Fortschreibung des Zensus 2011) (Hilfe dazu).